# درزدن، انتاریو
درزدن، انتاریو (به انگلیسی: Dresden, Ontario) یک منطقهٔ مسکونی در کانادا است که در چاتهام-کنت، انتاریو واقع شده‌است. درزدن ۲٬۸۰۰ نفر جمعیت دارد.